# Генріх Рікерт
Генріх Рікерт (нім. Heinrich John Rickert; 25 травня 1863, Гданськ — 25 липня 1936, Гайдельберг) — німецький філософ, один з основоположників (разом із Вільгельмом Віндельбандом) баденської школи неокантіанства.

## Біографія
Народився в місті Данциг (нині Гданськ, Польща). Зосередившись на гносеологічних проблемах, створив завершену теорію історичного пізнання як пізнання індивідуальної й неповторної реальності. У боротьбі «натуралізмом», що панував із 2-ї половини 19 ст., твердив, що між природничими науками і «науками про культуру» (Kulturwissenschaften) протиріччя лежать у сфері логіки пізнання, а не його об'єкта. Метою природничих наук є пізнання загальних рис явищ, що повторюються і дають змогу вивести закони їхнього розвитку (метод генералізації), а метою «наук про культуру» (зокрема історії) — виявлення індивідуальних, однократних і неповторних рис дійсності (метод індивідуазації). На думку Ріккерта, лише історія є справжньою наукою, оскільки має справу не з поняттями, а з дійсністю. Він вважав: «Історія є наука, яка має справу з дійсністю, оскільки вона має справу з однократними індивідуальними дійсностями як такими; вона є наука, що має справу з дійсністю, оскільки вона стає на загальнообов'язкову для всіх точку зору розгляду і тому робить об'єктом свого тлумачення лише ті [дійсності], які мають значення, завдяки віднесенню їх до деякої цінності, індивідуальні дійсності або історичні індивідууми». Науковість історії, за Ріккертом, визначається тим, що вона має справу з об'єктами культури, які є сукупністю того, «що або безпосередньо створено людиною, яка діє у відповідності з оціненими нею цілями, або ж уже існували раніше, у крайньому випадку — усвідомлено створено нею заради пов'язаної з ним цінності». Отже, в об'єктах культури закладені цінності. Поняття цінності дає можливість історикові виділити з маси індивідуальних предметів дійсності дещо цільне, відділити суттєве від несуттєвого (метод віднесення до цінності). Цінність має інтерсуб'єктивне значення й існує поряд із буттям. Ріккерт виділив 6 «сфер цінностей», які співвідносяться зі сферами людської життєдіяльності: наукове пізнання, мистецтво, пантеїзм, етика, «життєві блага» взагалі, теїзм як віра в особу Бога.
Теорія Рікерта справляла величезний вплив на історичну науку, оскільки утверджувала в боротьбі з «натуралізмом» її науковий характер і створювала практичну методологію історії. В Україні найбільший вплив мала на соціолога і правознавця Богдана Кістяківського, який був особисто знайомий із Рікертом.
Помер у м. Гайдельберг (Німеччина).